# 京城日報

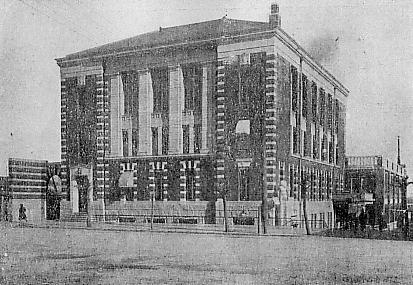
京城日報社屋

京城日報（けいじょうにっぽう、朝鮮語: 경성일보）は、大韓帝国末期から日本統治時代の朝鮮において発行されていた新聞。

## 概要
1906年9月に、伊藤博文が漢城新報と大東新報を合併し、韓国統監府の機関紙として創刊した。当初は国漢文版と日本語版を並行して発行していたが、1907年4月より国漢文版を廃止した。
1910年に日韓併合条約が締結された後は、朝鮮総督府の機関紙となった。総督府は、京城日報が経営を引き継いだ『大韓毎日申報』を『毎日新報』に改編した後、同紙を京城日報の姉妹紙として発行した。1910年から1918年にいたる、寺内正毅、長谷川好道総督の時代、東京の国民新聞社社主、徳富蘇峰が「監督」を務めた。
日本の敗戦直後の1945年10月に廃刊となった。

## 論調
統監府ならびに総督府の機関紙として発行されたこともあって、親日的指向の強い論調を張っていた。社長の任命や運営に関しても、総督府が主導権を握っていた。
朝鮮日報や東亜日報など民間紙と比較しても、規模や影響力も多大なものだったとされている。また、日本統治時代においては日本人を含め親日派とされていた人物達は、主に京城日報を購読していたという分析もある。